# Église Saint-André de Rouen
Pour les articles homonymes, voir Église Saint-André.
L’église Saint-André de Rouen est une ancienne église paroissiale, supprimée en 1791, dont il ne subsiste que la tour.
La tour fait l'objet d'un classement au titre des monuments historiques depuis 1958.

## Historique
Cette paroisse est à l'origine située dans un des faubourgs de Rouen. Elle s'est d'abord appelée Saint-André-de-la-Porte-aux-Fèvres, à cause des forgerons qui habitaient le quartier, puis Saint-André-de-la-Ville, pour la différencier d'une autre église, Saint-André-hors-la-Ville, située près de la porte Cauchoise.
Cette église est située sur la rue aux Ours, autrefois rue Saint-André, le chevet sur la rue Ancrière. L'église Saint-André, connue depuis 1027, est devenue église paroissiale en 1124.
La présentation de la cure appartient à partir de 1169 à l'abbaye Saint-Ouen.
L'église est reconstruite à partir de 1486 : la nef, pourvue de bas-côtés, est rebâtie en 1521; la tour est construite de 1541 à 1546 et le portail, pourvu d'une grande rosace, est achevé en 1556.
La dédicace du nouvel édifice a lieu en 1526.
En 1562, les Huguenots causent des dégâts à l'église.
Le 25 juin 1683, un ouragan endommage la tour, qui est réparée en 1701.
Farin, dans son Histoire de Rouen, écrit que son « clocher est un ouvrage achevé, percé au jour de tous costés, et que l'on peut mettre au nombre des plus beaux de la ville ».
Au XVIIIe siècle, un retable est installé dans l'abside, ce qui entraine la modification des baies absidiales.
Le 30 avril 1791, l'église est fermée au culte.
Le 17 décembre 1791, l'église, le presbytère, le cimetière et les constructions entourant le chœur sont vendus comme biens nationaux pour 101 000 livres à Pierre Rivière.
L'église a servi de magasin, pendant que la tour accueillait l'atelier d’une fonderie de plombs de chasse.
La nef est entresolée de planchers.
Lors du percement de la rue de l'Impératrice (actuelle rue Jeanne-d'Arc) en 1861, l'église proprement dite est détruite et il n'est conservé que la tour, d'une hauteur de quelque 35 m.
En 1867, la tour a été réparée sans que la flèche octogonale qui la couronnait, enlevée en 1683 par un ouragan, ne soit remontée.
La partie supérieure de la tour a été cernée d'un dispositif anti-chute de pierres (pare-gravois), compte tenu de l'état de délabrement des arches. Il a été retiré à la suite des travaux de rénovation réalisés en 2020.

## Bibliographie

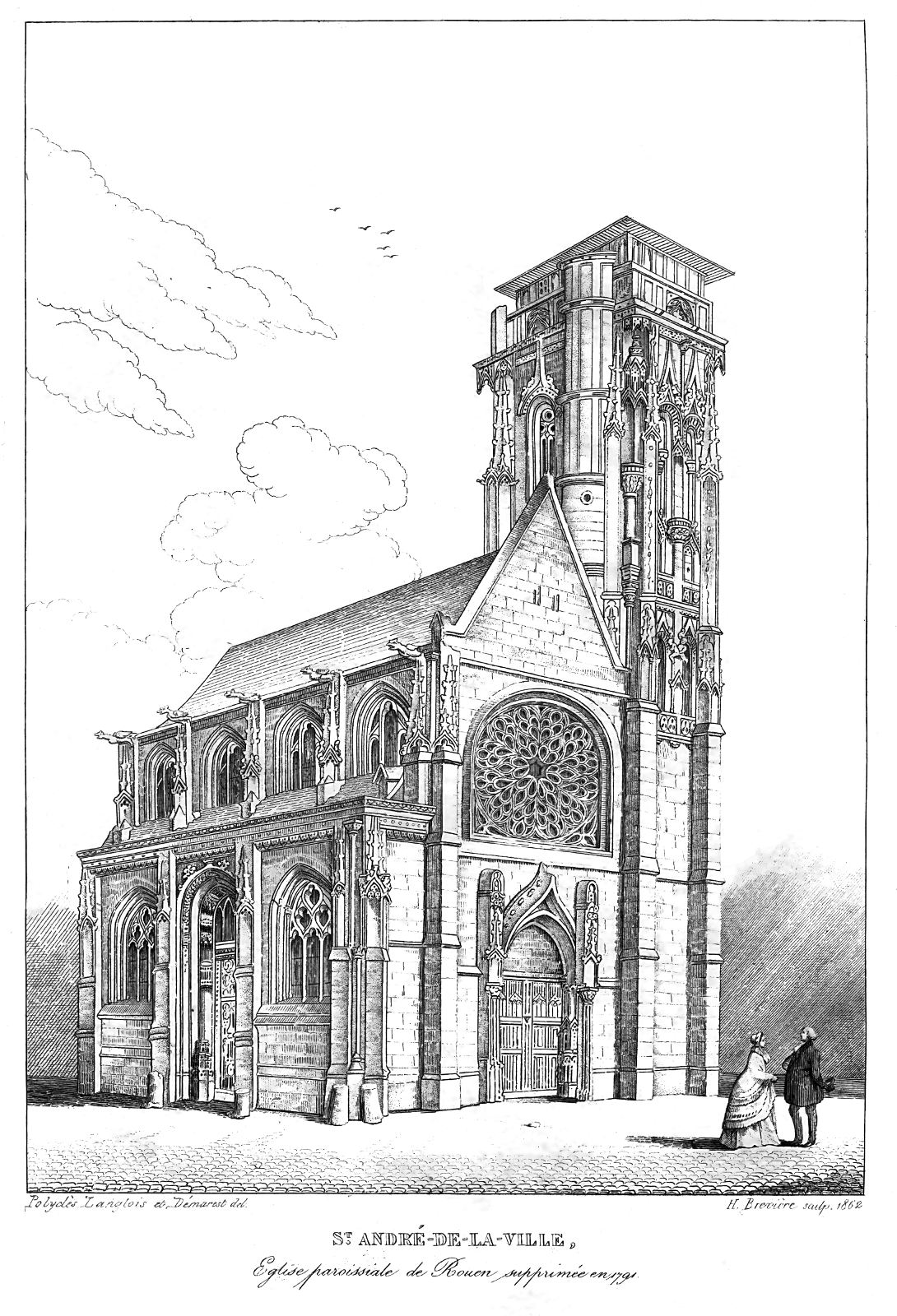
L'église complète avant la destruction de la nef en 1861.
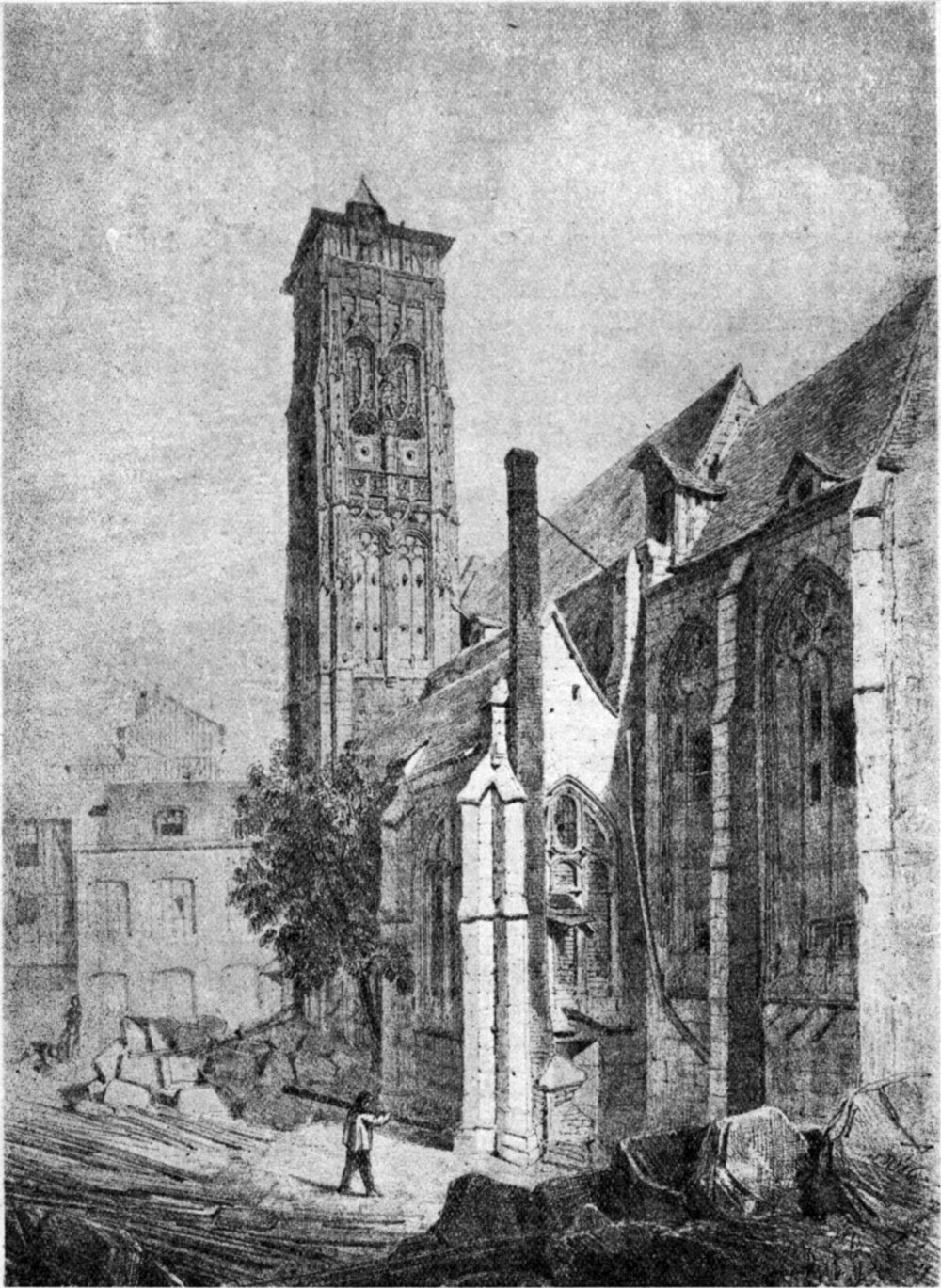
1861, juste avant la démolition.
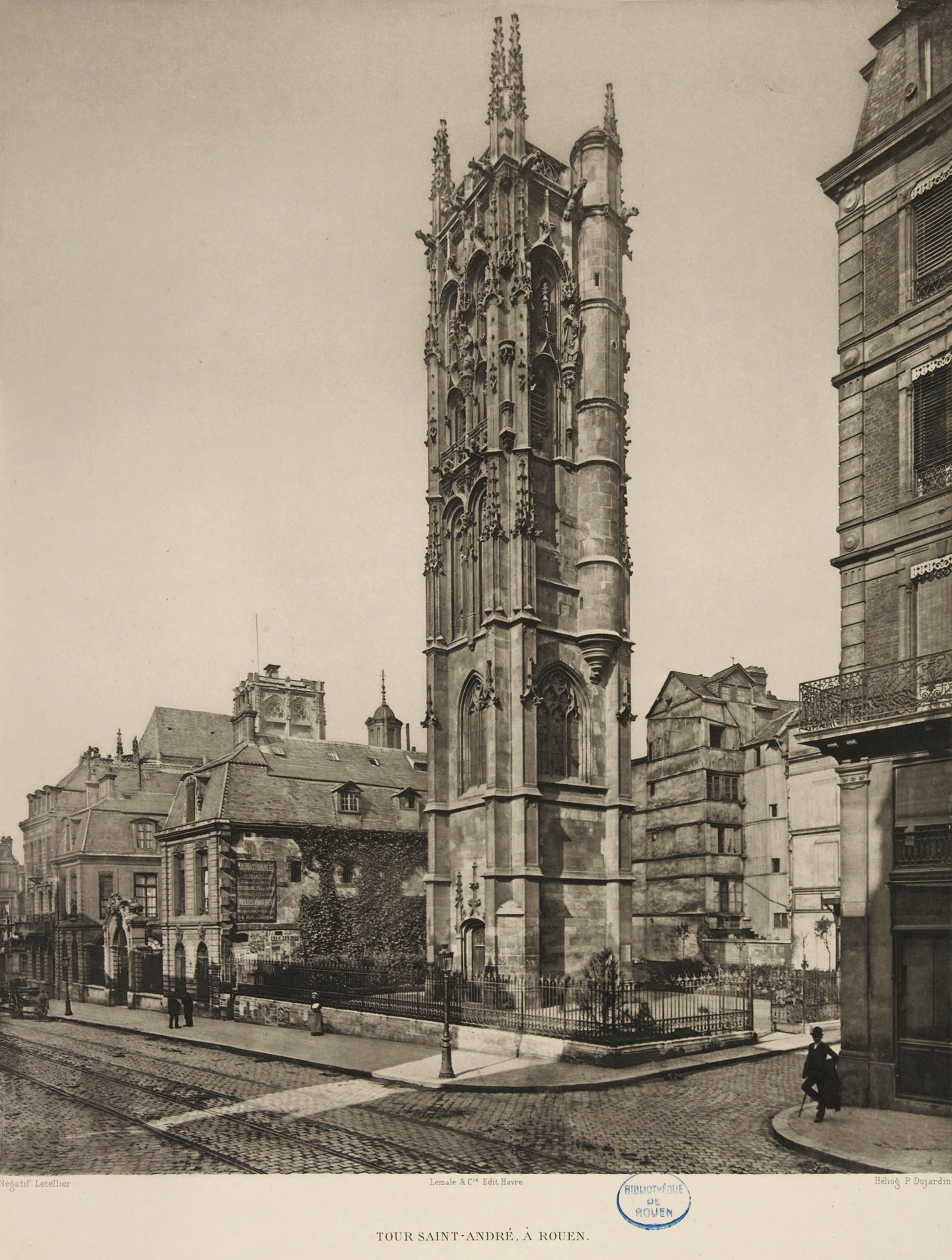
La tour en 1893.